# Henrique Teixeira de Sousa
Henrique Teixeira de Sousa (19 de setembre de 1919 a São Lourenço, Illa de Fogo, Cap Verd – 3 de març de 2006 a Oeiras, Portugal) fou un metge i escriptor capverdià.

## Biografia
Teixeira de Souses va graduar en medicina l'any 1945 a Lisboa, i l'any següent va continuar els seus estudis a l'Institut de Medicina Tropical de Porto. Posteriorment es va especialitzar en nutrició, i va començar a treballar com a doctor a Timor Oriental. Teixeira de Sousa es va establir a la seva illa de Fogo natal l'any següent, on va tenir un rol important a l'hora de mantenir les estructures mínimes de salut pública. Més endavant, va treballar a l'illa de São Vicente, on es va jubilar poc abans de la independència de l'arxipèlag respecte de Portugal, i posteriorment es va traslladar a Oeiras, Portugal, on va viure fins a la seva mort l'any 2006.
Teixeira de Sousa va escriure ficció, en concret novel·les, i fou deixeble de Baltasar Lopes da Silva. Era membre del Moviment Claridoso, associat a la revista Claridade. És una de les icones de la literatura de Cap Verd, juntament amb Manuel Lopes, Eugénio Tavares i Jorge Barbosa.
Teixeira de Sousa també exercí com a alcalde de Mindelo, a l'illa de São Vicente, en la dècada de 1960.
Hi ha un institut d'ensenyament secundari a la ciutat de São Filipe que porta el seu nom.

## Obres
- Contra Mar e Vento - llibre de contes
- Ilhéu de Contenda (1978) - (primer d'una trilogia)
- Capitão de Mar e Terra
- Xaguate - (segon d'una trilogia)
- Djunga
- Homens de hoje
- Na Ribeira de Deus - (tercer d'una trilogia)
- Entre duas Bandeiras
- Ó Mar de Túrbidas Vagas